# Miguel Gil Casares
Miguel Gil Casares (Santiago de Compostela, 22 de septiembre de 1871 - Santiago de Compostela 12 de abril de 1931) fue un médico, inventor, traductor y catedrático universitario español.

## Biografía
Miembro de una familia de científicos e intelectuales muy vinculada a la Universidad de Santiago de Compostela, fue hijo de Ramón Gil Villanueva, catedrático de Física en ella y decano de la Facultad de Ciencias, y de Valentina Casares Teijeiro, su mujer. Cuatro de sus familiares cercanos fueron rectores de dicha universidad: su abuelo Antonio Casares Rodríguez, su tío abuelo Maximino Teijeiro, su tío Jacobo Gil Villanueva y su hermano Felipe Gil Casares.
Miguel se formó en Medicina en la Universidad de Santiago, licenciándose con premio extraordinario y se doctoró por la Universidad Central de Madrid en 1894. Completó estudios en Francia y Alemania. En 1897 accedió por oposición a la cátedra de Enfermedades de la Infancia de la misma universidad compostelana y en 1901 a la de Patología y Clínica Médica, donde permaneció hasta su fallecimiento. Compatibilizó su trabajo como profesor con el de médico en el Hospital Real.
Fue un reconocido especialista en neumología, tisiología y cardiología y traductor del alemán al español del Tratado elemental de patología interna y el Manual de medicina interna de Joseph von Mering, así como de otras obras, también médicas, de autores como Oswaldo Vierordt o Ismar Boas. Autor de más de un centenar de artículos y publicaciones científicas, escribió varios libros como La herencia y el contagio de la tuberculosis pulmonar y de la lepra en Galicia, El neumotorax artificial en la tuberculosis pulmonar, Las oscilaciones espontáneas y provocadas de la temperatura en los tuberculosos o Manual de las enfermedades del corazón y de los vasos, esta última concluida pero inédita al morir.
Destacó igualmente como inventor de diversos aparatos y dispositivos médicos, entre los que sobresalió el palógrafo, antecesor del fonocardiógrafo, que presentó en la Real Academia Nacional de Medicina y patentó en Estados Unidos y España y por el que obtuvo varios premios, entre ellos figurar como uno de los inventos del año 1924 reconocido por la Sociedad de Naciones. En su honor se nombró el Hospital Gil Casares de Santiago.
Miembro numerario de la Real Sociedad Económica de Amigos del País y de la comisión científica de la Revista Médica Gallega, dio numerosas conferencias en todo el mundo en prestigiosas universidades y centros como la Universidad de Burdeos, la Unión Médica de Berlín o el Hospital de Nueva York.
De ideas conservadoras y regionalista, en la última legislatura del periodo de la Restauración borbónica previa al golpe de Estado de Primo de Rivera, fue senador en representación de la Universidad de Santiago.
Contrajo matrimonio con Joaquina Armada y Losada, hija de los ix marqueses de Figueroa. Joaquina era hermana e inmediata sucesora de Juan Bautista Armada y Losada, x marqués de Figueroa (1861-1932), que fue ministro de Fomento y de Gracia y Justicia en varios gobiernos de Maura, diputado a Cortes y presidente del Congreso y académico de la Española y de Ciencias Morales y Políticas. Tuvieron descendencia en que siguió dicho título.